# Wilfrid Coutu
Pour les articles homonymes, voir Coutu.
Wilfrid Arthur Coutu, dit Billy Coutu, (né le 1er mars 1892 à North Bay, dans la province de l'Ontario au Canada — mort le 25 février 1977 à Sault Ste-Marie, en Ontario) est un joueur professionnel de hockey sur glace ayant joué dix saisons dans la Ligue nationale de hockey à la position de défenseur,.

## Carrière
Capitaine des Canadiens de Montréal durant la saison 1925-1926, son nom apparaît sur la Coupe Stanley de 1923-1924. Coutu a été le premier joueur (et l'unique, à ce jour) ayant été banni de la Ligue nationale de hockey à vie. En effet, durant le quatrième match de la Coupe Stanley de 1927, Coutu a initié une bataille générale, apparemment à la demande de l'entraîneur Art Ross. Coutu a frappé l'arbitre Jerry LaFlamme, ce qui a été la raison pourquoi Coutu a été banni de la LNH. Ce bannissement fut ensuite remplacé par une suspension de 95 matchs, équivalant à l'époque à deux saisons et demie. Billy Coutu n'a toutefois jamais joué de nouveau dans la LNH.

## Statistiques
| Saison     | Équipe                  | Ligue         |     | Saison régulière | Saison régulière | Saison régulière | Saison régulière | Saison régulière |   | Séries éliminatoires | Séries éliminatoires | Séries éliminatoires | Séries éliminatoires | Séries éliminatoires |
| Saison     | Équipe                  | Ligue         | PJ  | B                | A                | Pts              | Pun              | PJ               | B | A                    | Pts                  | Pun                  |                      |                      |
| 1913-1914  | Mines de Nipissing      | NOHA[Quoi ?]  | 7   | 0                | 0                | 0                | 12               | -                | - | -                    | -                    | -                    |                      |                      |
| 1914-1915  | Soo Indians du Michigan | USAHA[Quoi ?] | 16  | 4                | 0                | 4                | 20               | -                | - | -                    | -                    | -                    |                      |                      |
| 1915-1916  | Soo Indians du Michigan | USAHA         | 12  | 7                | 0                | 7                | 26               | 4                | 0 | 0                    | 0                    | 0                    |                      |                      |
| 1916-1917  | Canadiens de Montréal   | ANH           | 18  | 0                | 0                | 0                | 9                | 5                | 0 | 0                    | 0                    | 46                   |                      |                      |
| 1917-1918  | Canadiens de Montréal   | LNH           | 20  | 2                | 2                | 4                | 49               | 2                | 0 | 0                    | 0                    | 3                    |                      |                      |
| 1918-1919  | Canadiens de Montréal   | LNH           | 15  | 1                | 2                | 3                | 18               | 10               | 0 | 2                    | 2                    | 6                    |                      |                      |
| 1919-1920  | Canadiens de Montréal   | LNH           | 20  | 4                | 0                | 4                | 67               | -                | - | -                    | -                    | -                    |                      |                      |
| 1920-1921  | Tigers de Hamilton      | LNH           | 24  | 8                | 4                | 12               | 95               | -                | - | -                    | -                    | -                    |                      |                      |
| 1921-1922  | Canadiens de Montréal   | LNH           | 24  | 4                | 3                | 7                | 8                | -                | - | -                    | -                    | -                    |                      |                      |
| 1922-1923  | Canadiens de Montréal   | LNH           | 24  | 5                | 2                | 7                | 37               | 1                | 0 | 0                    | 0                    | 22                   |                      |                      |
| 1923-1924  | Canadiens de Montréal   | LNH           | 16  | 3                | 1                | 4                | 18               | 6                | 0 | 0                    | 0                    | 0                    |                      |                      |
| 1924-1925  | Canadiens de Montréal   | LNH           | 28  | 3                | 2                | 5                | 56               | 6                | 1 | 0                    | 1                    | 10                   |                      |                      |
| 1925-1926  | Canadiens de Montréal   | LNH           | 33  | 2                | 4                | 6                | 95               | -                | - | -                    | -                    | -                    |                      |                      |
| 1926-1927  | Bruins de Boston        | LNH           | 40  | 1                | 1                | 2                | 35               | 7                | 1 | 0                    | 1                    | 4                    |                      |                      |
| 1927-1928  | Eagles de New Haven     | Can-Am        | 37  | 11               | 1                | 12               | 108              | -                | - | -                    | -                    | -                    |                      |                      |
| 1928-1929  | Bulldogs de Newark      | Can-Am        | 40  | 0                | 1                | 1                | 42               | -                | - | -                    | -                    | -                    |                      |                      |
| 1929-1930  | Millers de Minneapolis  | AHA           | 47  | 8                | 2                | 0                | 105              | -                | - | -                    | -                    | -                    |                      |                      |
| 1930-1931  | Millers de Minneapolis  | AHA           | 33  | 0                | 1                | 1                | 46               | -                | - | -                    | -                    | -                    |                      |                      |
| 1932-1933  | Reds de Providence      | Can-Am        | 1   | 0                | 0                | 0                | 0                | -                | - | -                    | -                    | -                    |                      |                      |
| Totaux LNH | Totaux LNH              | Totaux LNH    | 244 | 33               | 21               | 55               | 478              | 32               | 2 | 2                    | 4                    | 40                   |                      |                      |